# 한국농림수산정보센터
한국농림수산정보센터(Korea Information Center for Agriculture, Forestry & Fisheries)는 정보화 사업을 통해 농어촌의 경쟁력을 강화하기 위해 1992년 설립된 대한민국의 기타공공기관이다. 식품안전정보시스템, 이력추적시스템, 생산/유통 통합시스템 등 사업을 추진한 바 있다. 경기도 안양시 동안구 금성5로 4에 위치했었다. 2012년 5월 23일 농업인재개발원, 농촌정보문화센터와 통합하여 농림수산식품교육문화정보원이 출범하며 폐지되었다.

## 기관 연혁
- 1992년 2월 한국농림수산정보센터 설립
- 1992년 10월 농림수산정보서비스 개시
- 2009년 2월 부설 농업인재개발원 설치 운영
- 2012년 5월 23일 농림수산식품교육문화정보원 출범과 함께 폐지[2]

## 주요기능 및 역할
- 농림수산종합정보망 구축 및 운영ㆍ관리
- 국내외 농림수산정보 개발ㆍ보급ㆍ관리
- 농업용 소프트웨어 개발ㆍ보급ㆍ관리
- 농업생산ㆍ경영ㆍ유통지원 컨설팅사업
- 농업경영인 등에 대한 농업정보화교육 추진
- 농업정보화 관련 연구ㆍ조사 등
- 농업정보화 관련 출판ㆍ홍보 사업
- 공공기관 및 단체 등에 대한 농림수산정보화사업 자문 및 지원
- 농림수산물 전자거래 및 코드표준에 관한 사업
- 국내외 농식품의 안전정보의 개발ㆍ보급 및 관리
- 농식품 이력추적 관련 정보의 개발ㆍ보급 및 관리
- 정부로부터 위탁 받은 정보화 사업
- 기타 정보센터의 설립목적에 필요한 사업 및 그 부대사업